# Rehabilitación neuropsicológica

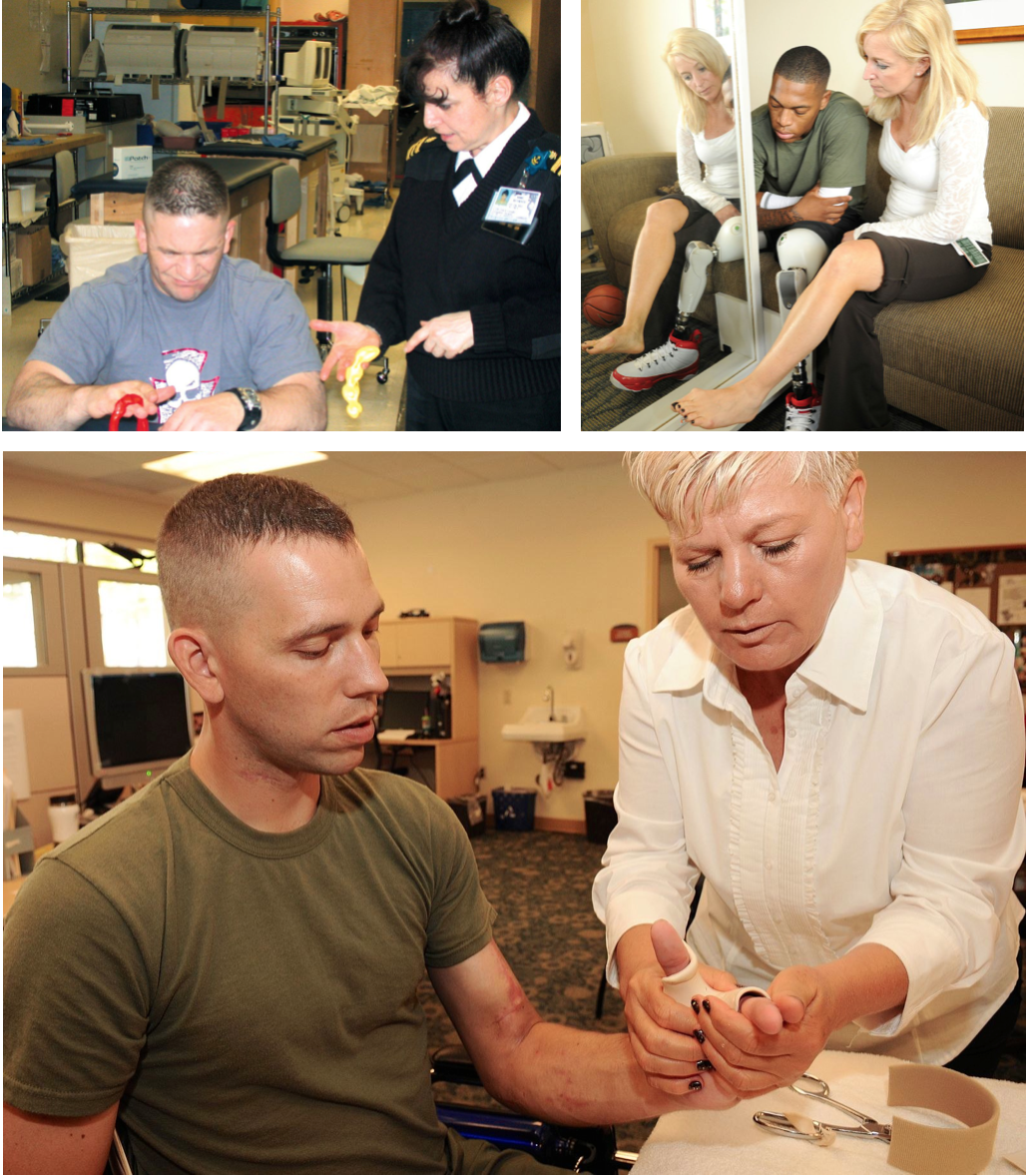
Occupational therapy, Rehabilitation, Therapies, United States Navy

La rehabilitación neuropsicológica es un tratamiento recomendado para quien sufrió un daño a las estructuras del sistema nervioso central, principalmente al cerebro.

## Antecedentes
Este tratamiento inició de forma profesional después de la Primera Guerra Mundial. Dos figuras esenciales en el mismo fueron A.R. Luria y O.L. Zangwill, quien propuso la metodología de tres enfoques: compensación, sustitución y reaprendizaje.

## Tipo de pacientes
Las personas que han sufrido un traumatismo craneoencefálico (TCE) por un golpe severo, caída, choque automovilístico, lesión por arma de fuego, y otros, tendrán alteraciones físicas en el material que compone al cerebro y sus conexiones. Asimismo, las personas que han sufrido asfixia, hipoxia, envenenamiento por gas, casi-ahogamiento en albercas, pérdidas súbitas del estado de alerta, estado de coma y otros, muy probablemente cursen con problemas de memoria en el corto o largo plazo.
Para todos ellos, las herramientas que el profesional en neuropsicología le puedan otorgar serán benéficas para su rehabilitación y su mejor adaptación a las nuevas condiciones de salud -en primer lugar- y en su vida diaria -en consecuencia-.
La rehabilitación neuropsicológica también está dirigida a los adultos que presentan deterioro cognitivo leve o demencia en estadios tempranos de la enfermedad. El programa debe estar enfocado para conservar lo más posible las capacidades cognitivas de la persona enferma y para ayudar a sus familiares a adaptarse al deterioro progresivo de su paciente.
La rehabilitación neuropsicológica también está dirigida a los jóvenes, los adultos y los ancianos que presentan deterioro cognitivo leve o demencia (sea demencia tipo Alzheimer, demencia por Huntington, por Cuerpos de Lewy, demencia vascular, etc.) Además hay que señalar que la rehabilitación neuropsicológica debe llevarse a cabo por medio de neuropsicólogos clínicos, esto es, un profesional de la salud especializado en el área psicólogo, psicomotricista, médico y terapeuta ocupacional.

## Tratamiento
Las tareas neuropsicológicas que se le plantean a las personas, deben estar enfocadas a su estilo de vida, a la validez ecológica y a las necesidades y capacidades actuales de la persona que requiera el tratamiento.
El programa de rehabilitación neuropsicológica puede ampliarse, involucrando a la familia, para que sigan el tratamiento en casa, y no solo en el consultorio o en el centro sanitario donde se haya contactado con el especialista.